# Străini printre noi
Străini printre noi (în engleză The Event stilizat ca THE EVƎNT) este un serial de televiziune american care conține elemente științifico-fantastice, de acțiune / aventură și alegorie politică. A fost creat de Nick Wauters și a fost difuzat prima dată pe NBC în perioada 20 septembrie 2010 - 23 mai 2011. Prezintă un grup de extratereștri, dintre care unii au fost reținuți de Guvernul Statelor Unite ale Americii timp de șaizeci și șase de ani de când nava lor s-a prăbușit în Alaska, în timp ce alții s-au asimilat în secret printre oameni. Primul sezon a avut  22 de episoade. La 13 mai 2011, NBC a anulat serialul după doar un sezon.

## Rezumat
Aproape de sfârșitul celui de-al Doilea Război Mondial, o navă de origine nedeterminată s-a prăbușit în zona Brooks din Alaska de nord. Nava transporta pasageri care păreau umani la înfățișare, dar în cele din urmă s-a determinat că sunt de origine extraterestră. ADN-ul lor este diferit cu mai puțin de un procent față de cel al oamenilor și îmbătrânesc într-un ritm mult mai lent. Întrucât nouăzeci și șapte de supraviețuitori prinși au refuzat să dezvăluie informații Statelor Unite, aceștia au fost ținuți într-o clădire guvernamentală din apropiere, situată pe Muntele Inostranka fictiv. Supraviețuitorii rămași, cunoscuți și sub numele de Sleepers, au reușit să scape de la locul accidentului, deoarece, spre deosebire de cei care au fost prinși, au suferit doar răni minore. Cei care au scăpat s-au ascuns în rândul populației obișnuite. 
În prezent, președintele american Martinez află despre existența clădirii guvernamentale din Inostranka la scurt timp după inaugurarea sa și decide, după întâlnirea cu conducătoarea deținuților, să-i elibereze și să dezvăluie existența acestora lumii, în ciuda obiecțiilor agențiilor de informații. Planurile sale sunt amânate atunci când are loc asupra sa o tentativă eșuată de asasinat prin mijloace dincolo de tehnologia umană. CIA realizează că există și alte ființe extraterestre și intenționează în secret să le găsească și să le rețină. Fără ca agenția să știe, agentul ales pentru a conduce această operațiune este el însuși unul dintre acei extratereștri.  
În mijlocul acestor evenimente se află Sean Walker, ale cărui planuri de a-o cere de soție pe prietena sa Leila într-o croazieră în Caraibe sunt întrerupte atunci când ea dispare misterios.  
Episodul pilot este prezentat aproape în întregime din relatări la trei intervale de timp diferite. Potrivit lui Nick Wauters, creatorul serialului, episoadele ulterioare folosesc mai multe flashback-uri pentru a dezvolta personajele. „Vor fi dezvăluiri și indicii mari în fiecare episod”, a spus el, promițând că telespectatorii nu vor trebui să aștepte prea mult pentru răspunsuri la întrebările care apar. După ce episodul pilot s-a difuzat, el și producătorul executiv Steve Stark au răspuns la câteva întrebări ale telespectatorilor pe Twitter, una fiind privind soarta avionului folosit în încercarea de asasinat, care a sfârșit să dispară printr-un portal înainte să se prăbușească. Personajele au, de asemenea, feed-uri pe Twitter, iar unul a avut un blog, trueseeker5314.com, cu informații suplimentare.  Următoarele episoade nu mai prezintă flashback-uri. Blair Underwood a spus despre eliminarea flashback-urilor: „[acest lucru] a fost confuz pentru oameni” și „acum povestim direct intriga, astfel încât oamenii să o poată urmări[...] mai ușor.”

## Distribuție

### Roluri principale
- Jason Ritter - Sean Walker - un inginer software care se implică într-o conspirație guvernamentală când logodnica sa, Leila, dispare misterios în timpul croazierei lor în Caraibe.[7] Ulterior, Sean o găsește pe Leila și cei doi încep să descopere conspirația.
- Sarah Roemer - Leila Buchanan - iubita lui Sean, care este răpită. După ce a fost salvată, încearcă să-și găsească sora mai mică care a fost și ea răpită.[8] Este dezvăluit că ea și sora ei mai mică sunt pe jumătate non-terestre, deoarece tatăl lor, Michael Buchanan, a fost unul dintre supraviețuitorii accidentului din 1944.
- Laura Innes - Sophia Maguire - conducătoarea unui misterios grup extraterestru de deținuți care este ținut într-o unitate ultra secretă. Ea are o legătură critică cu președintele Statelor Unite în mijlocul mușamalizării.[9]
- Blair Underwood - Elias Martinez - președintele recent ales al Statelor Unite, care este uimit să afle că propriul său guvern are secrete față de el. În timp ce încearcă să facă bine publicului, ajunge curând în mijlocul mușamalizării și devine ținta unei tentative de asasinat.[10]
- Ian Anthony Dale - Simon Lee - un operator CIA și un extraterestru care a fost staționat la Muntele Inostranka fictiv.[11]
- Scott Patterson - Michael Buchanan - tatăl lui Leila, care este forțat să participe la conspirație și trebuie să facă totul pentru a-și proteja familia. Ulterior, se dezvăluie că este unul dintre cei care au supraviețuit în accidentul din 1944. El este împușcat și ucis de mai mulți oameni ai Sofiei în timp ce încerca să-i ajute pe Leila și Simon să scape.[12]
- Lisa Vidal - Christina Martinez - Prima Doamnă a Statelor Unite.[13] În episodul final, este dezvăluit că Prima Doamnă este una dintre „Sleepers”, în timp ce ea numește planeta care intră pe orbita Pământului ca fiind „Acasă”.
- Bill Smitrovich - Raymond Jarvis - vicepreședintele partidului de opoziție al Statelor Unite, despre care se dovedește că este implicat în conspirație. Ulterior, el a fost numit președinte interimar, în timp ce Martinez este în spital. [14]
- Clifton Collins Jr. - Thomas - membru al non-tereștrilor care au scăpat din a fi prinși, dar acum este în contact cu ceilalți „Sleepers” care nu sunt închiși. [15] Este fiul Sofiei și este mult mai militant decât ea. El este ucis de o rachetă Hellfire lansată dintr-un elicopter Apache într-o lovitură comandată de președintele Martinez. [16]
- Željko Ivanek- Blake Sterling - Director al Serviciilor Naționale de Informații, care a păstrat secrete mult timp față de președinte. El a fost concediat de Jarvis când a pus sub semnul întrebării implicarea lui Jarvis în otrăvirea lui Martinez, dar ulterior a fost repus în funcție după recuperarea lui Martinez.[17]
- Taylor Cole - Vicky Roberts - o femeie pe care Sean și Leila o întâlnesc în timp ce se aflau într-o croazieră.[18] Ulterior, ea este dezvăluită a fi un asasin care a lucrat anterior pentru CIA. Vicky o răpește pe Leila în încercarea de a-l atrage pe Sean. Ea crește un copil pe care l-a făcut orfan după ce a participat la o misiune în care l-a asasinat familia copilului.

### Personaje secundare
- Heather McComb - agent Angela Collier - agent FBI care a fost implicat în arestarea lui Sean Walker. Inițial, afirmațiile lui Walker despre seria de evenimente care duc la dispariția lui Leila par delirante pentru Collier, dar după ce a văzut cum colegii și prietenii ei sunt uciși de oamenii care vor să-l prindă pe Sean, ea se aliază cu Walker, pe măsură ce adevărul se dezvăluie.
- D. B. Sweeney  - Carter - un asasin care a lucrat alături de Vicky pentru a o prinde pe Leila.
- Hal Holbrook - James Dempsey - un om de afaceri în vârstă și puternic, care este șeful vastei conspirații pentru a mușamaliza existența extratereștrilor. El dă ordine lui Vicky și Carter și are o armată privată de nenumărați asasini pentru a-și îndeplini ordinele. Se arată că are capacitatea de a trece la o versiune mai tânără a lui însuși. El face parte dintr-o rasă antică subumană care se luptă cu extratereștrii de trei mii de ani. Pentru a-l motiva pe Sean să o doboare pe Sophia, se ucide.
- Scott Michael Campbell - Justin Murphy - un agent care lucrează pentru Biroul Directorului Informațiilor Naționale, care este făcut de agenți sub acoperire să apară ca trădător în guvernul care a ajutat-o pe Sophia să scape.
- Necar Zadegan - Isabel - o extraterestră care se află într-o relație cu Thomas și are propria agendă împotriva Sophiei. Ea este ucisă împreună cu Thomas când Martinez trage o rachetă în autobuzul în care ea și Thomas se aflau.
- Clea DuVall - Maya - o extraterestră care și-a ucis iubitul, William, pentru că i-a spus secrete lui Sterling despre deținuți. Ulterior a fost împușcată și ucisă de Thomas în timp ce încerca să-l protejeze pe Sterling.
- Roger Bart - Richard Peel - șeful Statului Major al Casei Albe.

## Episoade
| Nr. | Titlu                           | Regizat de        | Scris de                                                              | Data difuzării                             | US telespectatori (milioane) |
| --- | ------------------------------- | ----------------- | --------------------------------------------------------------------- | ------------------------------------------ | ---------------------------- |
| 1   | „I Haven't Told You Everything” | Jeffrey Reiner    | Nick Wauters                                                          | 20 septembrie 2010 (NBC)                   | 10.88                        |
| 2   | „To Keep Us Safe”               | Jeffrey Reiner    | Evan Katz & Nick Wauters                                              | 27 septembrie 2010 (NBC)                   | 9.06                         |
| 3   | „Protect Them from the Truth”   | Jeffrey Reiner    | David H. Goodman & James Wong                                         | 4 octombrie 2010 (NBC)                     | 7.56                         |
| 4   | „A Matter of Life and Death”    | John Badham       | David Schulner & Lisa Zwerling                                        | 11 octombrie 2010 (NBC)                    | 6.50                         |
| 5   | „Casualties of War”             | Milan Cheylov     | Dan Dworkin & Jay Beattie                                             | 18 octombrie 2010 (NBC)                    | 6.42                         |
| 6   | „Loyalty”                       | Jonas Pate        | Leyani Diaz & Vanessa Rojas                                           | 25 octombrie 2010 (NBC)                    | 5.97                         |
| 7   | „I Know Who You Are”            | Milan Cheylov     | Evan Katz & Lisa Zwerling                                             | 8 noiembrie 2010 (NBC)                     | 5.54                         |
| 8   | „For the Good of Our Country”   | Jeffrey Reiner    | David H. Goodman & James Wong                                         | 15 noiembrie 2010 (NBC)                    | 5.64                         |
| 9   | „Your World to Take”            | Michelle MacLaren | Dan Dworkin & Jay Beattie                                             | 22 noiembrie 2010 (NBC)                    | 5.19                         |
| 10  | „Everything Will Change”        | Norberto Barba    | David Schulner & Nick Wauters                                         | 29 noiembrie 2010 (NBC)                    | 5.83                         |
| 11  | „And Then There Were More”      | Jeffrey Reiner    | Poveste de: Leyani Diaz & Vanessa Rojas Scenariu de: David H. Goodman | 6 martie 2011 (Citytv) 7 martie 2011 (NBC) | 5.23                         |
| 12  | „Inostranka”                    | Jeffrey Reiner    | Poveste de: David Schulner Scenariu de: Dan Dworkin & Jay Beattie     | 6 martie 2011 (Citytv) 7 martie 2011 (NBC) | 5.23                         |
| 13  | „Turnabout”                     | Michael Waxman    | James Wong                                                            | 14 martie 2011 (NBC)                       | 4.26                         |
| 14  | „A Message Back”                | Norberto Barba    | David H. Goodman & Nick Wauters                                       | 21 martie 2011 (NBC)                       | 4.11                         |
| 15  | „Face Off”                      | Janusz Kamiński   | David Schulner & Lisa Zwerling                                        | 28 martie 2011 (NBC)                       | 4.53                         |
| 16  | „You Bury Other Things Too”     | Michael Waxman    | Dan Dworkin & Jay Beattie                                             | 4 aprilie 2011 (NBC)                       | 4.14                         |
| 17  | „Cut Off the Head”              | Norberto Barba    | Evan Katz & James Wong                                                | 18 aprilie 2011 (NBC)                      | 3.85                         |
| 18  | „Strain”                        | Michael Watkins   | Dan Dworkin & Jay Beattie                                             | 25 aprilie 2011 (NBC)                      | 4.62                         |
| 19  | „Us or Them”                    | Milan Cheylov     | David H. Goodman                                                      | 2 mai 2011 (NBC)                           | 4.14                         |
| 20  | „One Will Live, One Will Die”   | Alex Zakrzewski   | David Schulner                                                        | 9 mai 2011 (NBC)                           | 3.85                         |
| 21  | „The Beginning of the End”      | Jonas Pate        | Poveste de: Leyani Diaz & Vanessa Rojas Scenariu de: Nick Wauters     | 16 mai 2011 (NBC)                          | 4.07                         |
| 22  | „Arrival”                       | James Wong        | Evan Katz                                                             | 23 mai 2011 (NBC)                          | 4.89                         |

## Lansare DVD
Seria completă a fost lansată pe DVD în regiunea 1 la 23 august 2011, în regiunea 2 la 17 octombrie 2011 și în regiunea 4 la 24 august 2011. Bonus-urile speciale de pe DVD includ șapte priviri din spatele scenei, șase comentarii audio cu distribuția și echipa de producție, scene șterse, recapitulări ale episoadelor, o galerie de imagini și informații inedite despre viața lui Dempsey care face parte dintr-o rasă antică subumană care se luptă cu extratereștrii de trei milenii.

## Transmisie TV
A fost difuzat în mai multe țări din întreaga lume, inclusiv Canada, unde a fost transmis simultan cu SUA,  în Regatul Unit, Irlanda și Noua Zeelandă.

## Continuare posibilă a seriei
După anularea seriei, s-a zvonit că Syfy se afla în discuții pentru a continua seria ca o miniserie TV; ulterior acest lucru a fost dezmințit de Craig Engler de la Syfy. În cadrul turneului Asociației Criticilor de Televiziune din 2011, președintele NBC, Robert Greenblatt, a dezvăluit posibilitatea unui film TV. El a spus: „S-a discutat cu Syfy și acum câteva săptămâni părea mai posibil că se va realiza decât astăzi, dar sincer nu știu. Dacă s-ar întâmpla, s-ar difuza pe Syfy și nu pe NBC.”

## Legături externe
- Străini printre noi la Internet Movie Database
- Străini printre noi la TV.com